# 200%
200% är den färöiska musikgruppen Tveyhundraðs debutalbum. Albumet släpptes år 2001 på skivbolaget TUTL.

## Låtlista
| Nr  | Titel                              | Längd |
| --- | ---------------------------------- | ----- |
| 1.  | Vissi Tú Ikki Ert Við Uppá Loysing |       |
| 2.  | 200%                               |       |
| 3.  | Skitni Kartni                      |       |
| 4.  | Hasjsigarett                       |       |
| 5.  | Punkurin frá Helviti               |       |
| 6.  | Um 50 ár...                        |       |
| 7.  | Sambandsmálaráðharrin              |       |
| 8.  | Jóannesar Táttur                   |       |
| 9.  | Vit Eru 200                        |       |
| 10. | Punkurin frá Helviti #2            |       |
| 11. | Sambandsgimpurin                   |       |
| 12. | Sangurin, Sum Øll Fara at Hata     |       |
| 13. | Gimpurin                           |       |